# Ren Hui
Ren Hui, född den 11 augusti 1983 i Yichun, Kina, är en kinesisk skridskoåkare.
Hon tog OS-brons på damernas 500 meter i samband med de olympiska skridskotävlingarna 2006 i Turin.